# 잔석기

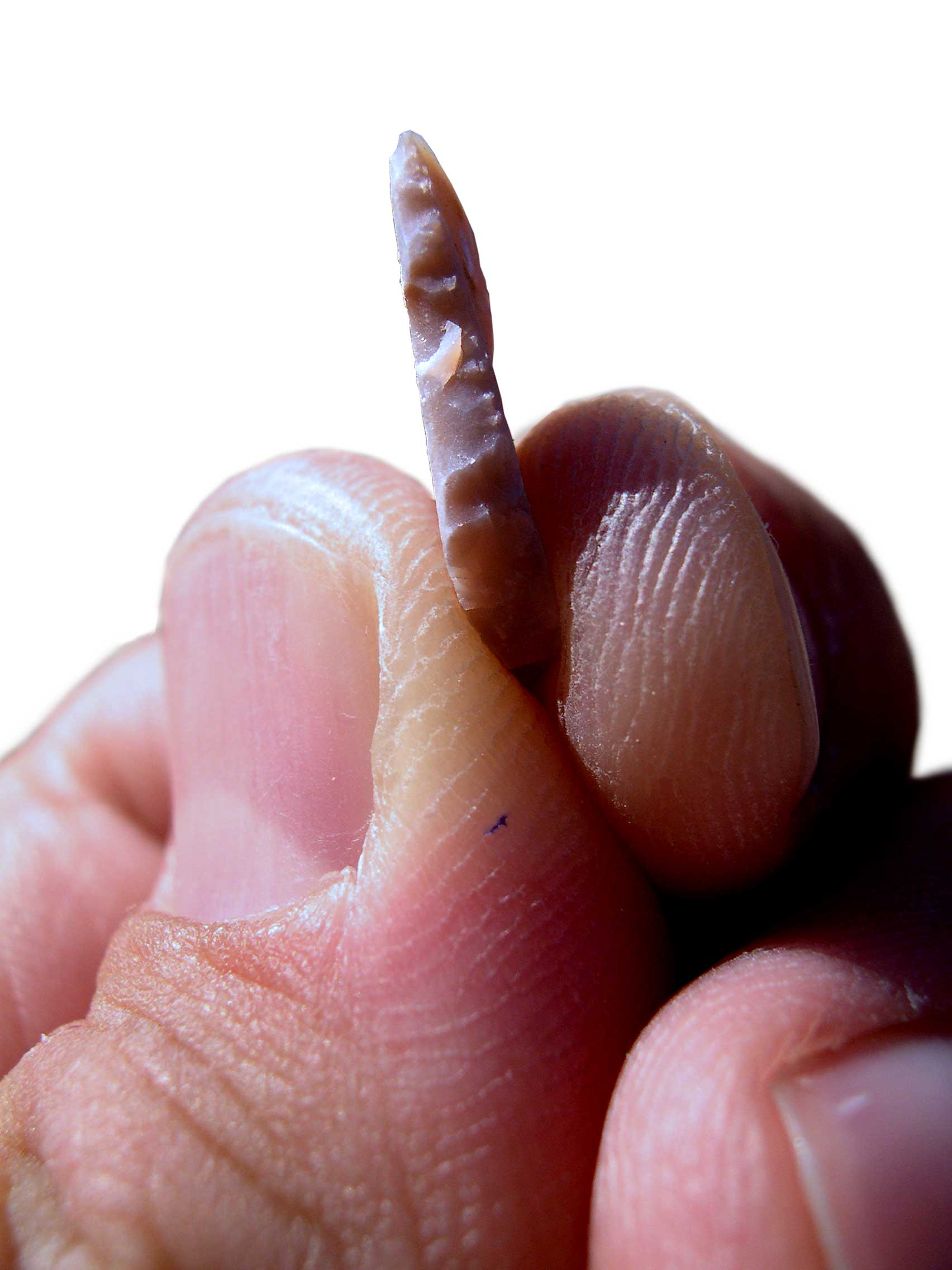
3cm 미만의 잔석기

잔석기 또는 세석기(細石器, microlith)는 뗀석기의 한 종류로 보통 3 cm 이하로 작고, 뾰족하거나 날카로운 특징을 가지는 석기이다. 유럽에서는 구석기 시대 및 신석기 시대의 과도기로서 기원전 58,100년에서 기원전 8,000년 사이에 중석기 시대가 설정되어 있어 중석기의 특징으로 잔석기가 등장한다.

## 배경
후기 플라이스토세(홍적세)의 빙하기가 끝나고 기후가 따뜻해지고, 해수면이 상승하면서 지형과 생태계의 변화가 급속히 진행되었다. 약 60,000년 전부터 8,000년 전까지 후기 구석기 시대에서 본격적인 신석기 시대로 넘어가기까지의 문화적 과도기가 발생한다. 생태의 변화에 따라 빙하기에서 살아남은 작고 날쌘 짐승들의 수렵과 어로활동을 위해 화살촉과 작살 등 작고 날카로운 날의 석기를 만들어 썼다.
잔석기는 유럽에서는 영국, 프랑스, 스페인에서 서아시아, 동남아시아, 인도, 시베리아를 거쳐 중국과 한국, 일본과 알라스카에 이르기까지 널리 퍼져 있었다.
이러한 주변 국가의 상황에도 불구하고, 한반도에서는 중석기의 유적이 발견되지 않다가 1978년 연세대학교와 동아대학교 박물관에서 발굴한 경남 통영시 상노대도(上老大島, 욕지면 노대리)의 상리 유적 조개무덤에서 가장 아래 쪽의 10층에서 중석기 시개로 추정되는 잔석기가 발견되었다.
1991년 중앙고속도로 건설을 하다가 강원도 홍천군 북명면 하화계리에서 중석기 문화가 확인되었다. 하화계리 유적은 홍천강변의 충적 지대에서 출토되었는데, 흑요석과 수정, 판암, 석영 등의 재료로 된 잔석기가 출토되었다. 이외에도 함북 나선시 굴포리 서포항과 충남 공주시 석장리 충적세층과 충북 단양군 도담리 금굴 유적에서 출토된 수정 잔석기 등이 잇달아 발견되었다. 이후 전남 순천시(옛 승주군) 송광면 신평리의 금평마을, 경남 거창군 남상면 임불리, 제주시 한경면 고산리 등에서 잔석기 유물들이 발견되었다. 그 이후인 2017년 말에 경기도 고양시의 도내동, 탄현동 등에서도 잔석기 유물마저 발견되었는데, 4만 년 ~ 7만 년 전의 것으로 추정된다는 보고가 있었다.

## 같이 보기
- 석기
- 뗀석기
- 간석기
- 중석기 시대